# Kerny Terézia
Kerny Terézia (Budapest, 1957. december 29. – Budapest, 2015. november 6.) művészettörténész.

## Munkássága
A Magyar Tudományos Akadémia Bölcsészettudományi Kutatóközpont Művészettörténeti Intézet tudományos munkatársa.
Kutatási területe az építészettörténettől az ikonográfián keresztül a tudománytörténetig ível.
- 2012-től az MTA folyóiratának, az Ars Hungaricának a főszerkesztője.
- MTA BTK Közalkalmazotti Tanácsának művészettörténész tagja.
- A Magyar Régészeti és Művészettörténeti Társulat osztálytitkára.

## Kitüntetései
- 2005-ben Pasteiner Gyula-emlékérem
- 2008-ban Opus Mirabile díj

## Könyvei
- Az Olttól a Küküllőig. Erdélyi szász erődtemplomok; fotó Szentpétery Tibor, szöveg Kerny Terézia; Officina Nova, Bp., 1990
- Gottes feste Burgen. Sächsische Wehrkirchen des Mittelalters in Siebenbürgen / Az Olttól a Küküllőig; fotó Szentpétery Tibor, szöveg Kerny Terézia; németre ford. Reviczky Katalin; Officina Nova, Bp., 1990
- Váradi kőtöredékek. Szobortöredékek, építészeti faragványok, síremlékek az egykori Biharvármegyei és Nagyváradi Múzeum gyűjteményéből; szerk. Kerny Terézia; MTA Művészettörténeti Kutató Csoport, Bp., 1990
- Kalocsa, érseki rezidencia; TKM Egyesület, Bp., 1995 (Tájak, korok, múzeumok kiskönyvtára)
- Gyöngyössy János–Kerny Terézia–Sarudi Sebestyén József: Székelyföldi vártemplomok; TKM Egyesület, Bp., 1995 (Tájak-korok-múzeumok könyvtára)
- Páduai Szent Antal emlékezete. 1195-1231. Tanulmányok; szerk. Farkas Attila, Kerny Terézia; Sümegi Fórum Alapítvány, Sümeg, 1995 (Múzeumi füzetek. Sümegi Fórum Alapítvány)
- Hankovszky Béla Jácint–Kerny Terézia–Móser Zoltán: Ave rex Ladislaus; Paulus Hungarus–Kairosz, Bp., 2000
- Szent László király emlékei Dunántúlon. Tanulmányok; szerk. Miklósi-Sikes Csaba, Kerny Terézia; Sümegi Fórum Alapítvány, Sümeg, 2000 (Múzeumi füzetek. Sümegi Fórum Alapítvány)
- A Magyar Tudományos Akadémia Művészettörténeti Kutató Intézetének Levéltári Regesztagyűjteménye. Repertórium; szerk. Bibó István, Kerny Terézia, Serfőző Szabolcs; MTA Művészettörténeti Kutatóintézet, Bp., 2001
- Szent Imre 1000 éve. Székesfehérvár 1007-2007. Tanulmányok Szent Imre tiszteletére születésének ezredik évfordulója alkalmából; szerk. Kerny Terézia; Székesfehérvári Egyházmegyei Múzeum, Székesfehérvár, 2007 (A Székesfehérvári Egyházmegyei Múzeum kiadványai)
- Thaler Tamás–Kerny Terézia: Középkori templomaink. Barangolás a Börzsönytől a Zemplénig; Anno, Bp., 2007
- Thaler Tamás–Kerny Terézia: Középkori templomok a Felső-Tisza-vidéken; Anno, Bp., 2008
- Kerny Terézia–Móser Zoltán: Képet öltött az Ige. Johannes Aquila freskói; Kairosz, Bp., 2010
- Mátyás király és a fehérvári reneszánsz; szerk. Kerny Terézia, Smohay András; Székesfehérvári Egyházmegyei Múzeum, Székesfehérvár, 2010 (A Székesfehérvári Egyházmegyei Múzeum kiadványai)
- Károly Róbert és Székesfehérvár; szerk. Kerny Terézia, Smohay András; Székesfehérvári Egyházmegyei Múzeum, Székesfehérvár, 2011 (A Székesfehérvári Egyházmegyei Múzeum kiadványai)
- II. András és Székesfehérvár; szerk. Kerny Terézia, Smohay András; Székesfehérvári Egyházmegyei Múzeum, Székesfehérvár, 2012 (A Székesfehérvári Egyházmegyei Múzeum kiadványai)
- István, a szent király. Tanulmánykötet és kiállítási katalógus Szent István tiszteletéről halálának 975. évfordulóján; szerk. Kerny Terézia, Smohay András; Székesfehérvári Egyházmegyei Múzeum, Székesfehérvár, 2013 (A Székesfehérvári Egyházmegyei Múzeum kiadványai)
- Archaeologia és műtörténet. Tanulmányok Rómer Flóris munkásságáról születésének 200. évfordulóján; szerk. Kerny Terézia, Mikó Árpád; MTA Bölcsészettudományi Kutatóközpont, Bp., 2015